# Encarnació Llorens Pérez
Encarnación Llorens Pérez (Barcelona 1894 - San Adrián de Besós, 26 de abril de 1939) fue una sindicalista española militante de la Unión General de Trabajadores (UGT), ama de casa y jornalera, que, con 45 años, fue una de las doce mujeres republicanas fusiladas en el Campo de la Bota por la represión franquista.

## Biografía
En los últimos días de enero de 1939, la retirada del Ejército Popular de la República, permitió a las tropas del general Francisco Franco ocupar Barcelona donde se instauró una cruel represión.
Llorens tenía 45 años cuando fue denunciada y detenida el 27 de febrero de 1939 junto con su marido, Ramón Roca Prat, de 47 años y su hijo Ramón Roca Llorens, de 24 años. Sometidos a consejo de guerra sumarísimo, el 25 de marzo de 1939 fueron acusados sin pruebas concluyentes de haber participado el 19 de julio de 1936 en el incendio y saqueo de un convento de la calle de Lauria, en el que se habían refugiado algunos militares golpistas que se habían levantado contra el Gobierno de la República y que murieron en los enfrentamientos. Un informe de la Falange Española de las JONS acusaba a la familia Roca Llorens de haberse llevado una enciclopedia y el sable de uno de los muertos y de haber hecho burla de los cadáveres. Los tres fueron sentenciados a muerte y fusilados juntos, uno al lado del otro, la madrugada del 26 de abril de 1939 en el Campo de la Bota y enterrados posteriormente en el Fossar de la Pedrera de Montjuic.